# Psylla citrisuga
Psylla citrisuga är en insektsart som beskrevs av Yang och Li 1984. Psylla citrisuga ingår i släktet Psylla och familjen rundbladloppor. Inga underarter finns listade i Catalogue of Life.